# Landeswasserstraße
Eine Landeswasserstraße beziehungsweise schiffbares Landesgewässer ist eine schiffbare Wasserstraße, deren Last das Bundesland zu tragen hat. Grundlage ist in der Regel das jeweilige Landeswassergesetz. Die Schiffbarkeit wird meist vom zuständigen Ministerium verordnet. Einzelnachweise finden sich in nachfolgenden Listen.

## Verkehrstechnische Bedeutung
Für den gewerblichen Gütertransport spielen die Gewässer eine untergeordnete Rolle. Ausnahmen sind Hafenanlagen und Verladestellen. Auf den Landeswasserstraßen findet überwiegend Freizeit- und Fahrgastschifffahrt statt.

## Listen der Landeswasserstraßen
- Liste der Landeswasserstraßen in Baden-Württemberg
- Liste der Landeswasserstraßen in Bayern
- Liste der Landeswasserstraßen in Berlin
- Liste der Landeswasserstraßen in Brandenburg
- Liste der Landeswasserstraßen in der Freien Hansestadt Bremen
- Liste der Landeswasserstraßen in Hamburg
- Liste der Landeswasserstraßen in Hessen
- Liste der Landeswasserstraßen in Mecklenburg-Vorpommern
- Liste der Landeswasserstraßen in Niedersachsen
- Liste der Landeswasserstraßen in Nordrhein-Westfalen
- Liste der Landeswasserstraßen in Rheinland-Pfalz
- Liste der Landeswasserstraßen in Saarland
- Liste der Landeswasserstraßen in Sachsen
- Liste der Landeswasserstraßen in Sachsen-Anhalt
- Liste der Landeswasserstraßen in Schleswig-Holstein
- Thüringen